# Яранцев, Василий Андреевич
Васи́лий Андре́евич Яра́нцев (1925, Яранцево, Вятская губерния — 1999, Яранцево, Кировская область) — советский хозяйственный, государственный и политический деятель.

## Биография
Родился в 1925 году в деревне Яранцево (ныне — в Яранском районе Кировской области). Окончив школу в 1941 году, два года работал в родной деревне.
Член КПСС.
В 1943 году был призван в ряды Красной армии. Окончил школу младших командиров, затем — Тульское пулемётное училище. С декабря 1944 года — в боях Великой Отечественной войны: командовал взводом, затем ротой, в звании младшего лейтенанта в составе 2-го Украинского фронта участвовал в освобождении Чехословакии, Польши и Венгрии. Участвовал в разгроме японских войск в Монголии. С октября 1945 по октябрь 1946 года — адъютант командира 66-го стрелкового полка 317-й дивизии (Забайкальский военный округ).
С 1946 года работал бригадир комплексной бригады в артели деревни Яранцево. С 1951 года, по окончании сельскохозяйственной школы — зоотехник, заместитель председателя колхоза «Путь Ленина» (дер. Яранцево). В 1964—1986 годы — председатель колхоза «Путь Ленина».
Избирался депутатом (от Кировской области) Совета Союза Верховного Совета СССР 9-го созыва (1974—1979).
Умер в Яранцеве в 1999 году.

### Семья
Сын — Леонид.

## Награды
- орден Ленина
- орден Отечественной войны II степени (6.4.1985)[3]
- два ордена Трудового Красного Знамени
- орден «Знак Почёта»
- медаль «За победу над Германией в Великой Отечественной войне 1941—1945 гг.»[4]